# Théorème de l'angle inscrit et de l'angle au centre

Figure 1 : L'angle AOB mesure le double de l'angle AMB et de l'angle ANB.

Figure 2 : angle inscrit AMB obtus, angle au centre AOB rentrant.

En géométrie euclidienne plane, plus précisément dans la géométrie du cercle, les théorèmes de l'angle inscrit et de l'angle au centre établissent des relations liant les angles inscrits et les angles au centre interceptant un même arc.
- Le théorème de l'angle au centre  affirme que, dans un cercle, un angle au centre mesure le double d'un angle inscrit interceptant le même arc (figure 1 et 2, {\displaystyle 2{\widehat {AMB}}={\widehat {AOB}}}).
- Le théorème de l'angle inscrit est une conséquence du précédent et affirme que deux angles inscrits interceptant le même arc de cercle ont la même mesure (figure 1).

Il existe deux versions de ces théorèmes, une concernant les angles géométriques et l'autre les angles orientés.

## Théorème de l'angle au centre

### Version relative aux angles géométriques
Théorème — Soit M un point d'un cercle Γ, de centre O, A et B sont deux points du cercle distincts de M. Si les angles AMB et AOB interceptent le même arc AB alors : {\displaystyle 2{\widehat {AMB}}={\widehat {AOB}}}.
Il existe deux situations, l'une où l'angle inscrit de sommet M est aigu, donc l'angle au centre de sommet O saillant (figure 1), l'autre où l'angle inscrit de sommet M est obtus, donc l'angle au centre de sommet O rentrant (figure 2).

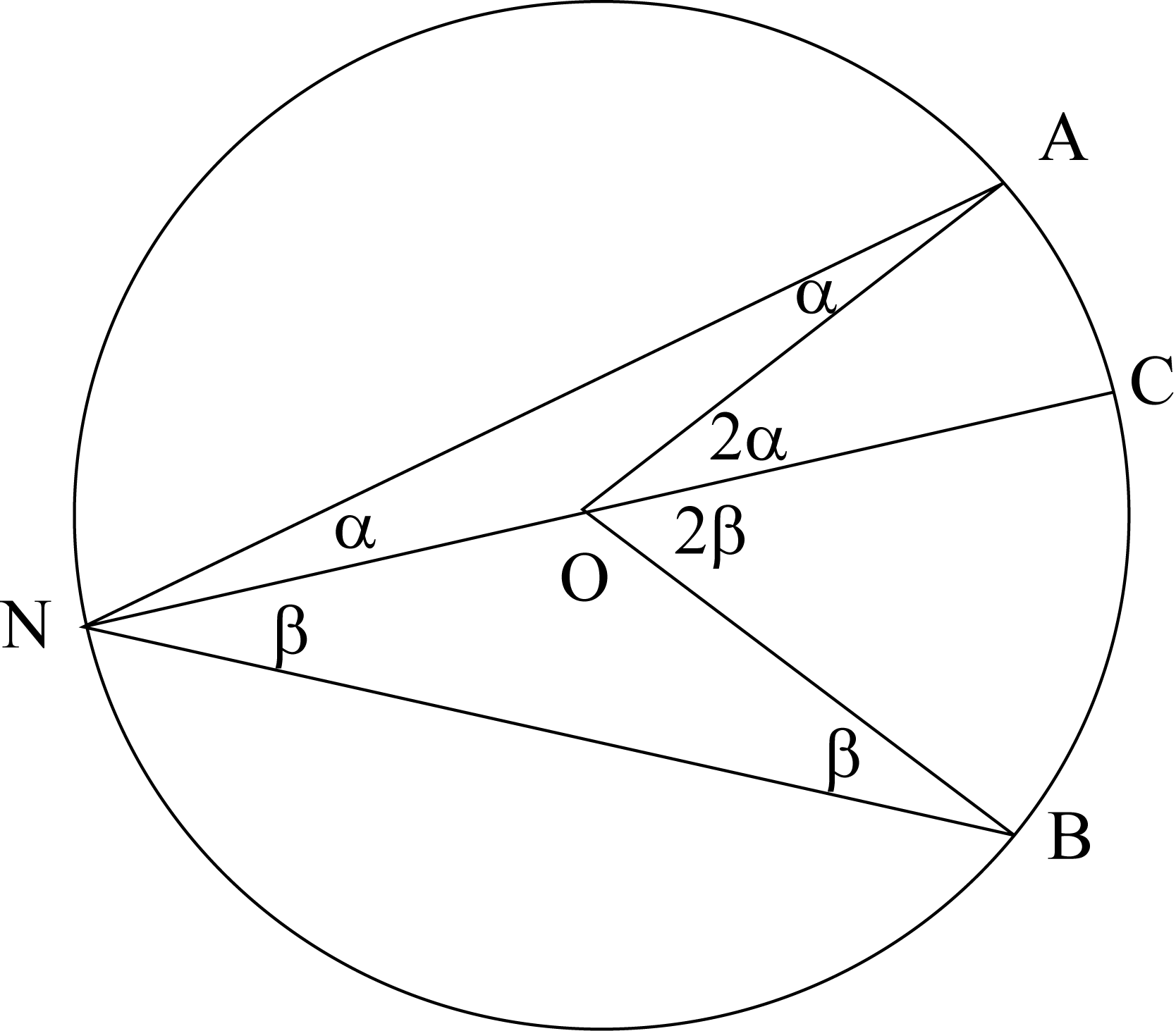
Illustration du théorème de l'angle au centre lorsque le point O est intérieur à l'angle inscrit.

Dans la figure 1 on voit aussi que le point O peut être intérieur à l'angle inscrit de sommet N ou extérieur à l'angle inscrit de sommet M.

#### Cas particulier
Le cas d'un angle inscrit dans un demi-cercle est le cas particulier pour lequel l'angle au centre est un angle plat, et donc l'angle inscrit est un angle droit.

### Version relative aux angles orientés
L'énoncé et la démonstration de la propriété sont beaucoup plus simples avec des angles orientés.
Théorème — Soient A, B et M trois points distincts, et Γ un cercle de centre O passant par A et B. Le point M appartient à Γ si et seulement si : {\displaystyle ({\overrightarrow {OA}},{\overrightarrow {OB}})\equiv 2({\overrightarrow {MA}},{\overrightarrow {MB}})\mod {2\pi }}.

## Théorème de l'angle inscrit

### Version relative aux angles géométriques
Corollaire — Deux angles inscrits dans un cercle et interceptant le même arc sont de même mesure.

Les angles bleu et vert interceptent le même arc (rose) ; ils ont même mesure θ. L'angle brun intercepte l'arc noir, qui complète l'arc rose ; il est supplémentaire aux deux autres angles.

Cette propriété est une conséquence immédiate du théorème de l'angle au centre ci-dessus.
Complément — Deux angles inscrits dans un cercle interceptant des arcs de cercle complémentaires sont supplémentaires.
Les angles inscrits interceptent deux arcs complémentaires si leurs sommets sont de part et d'autre de la corde associée aux deux arcs. 
La propriété énoncée est encore une conséquence directe du  théorème de l'angle au centre. Lorsque les arcs sont complémentaires, la somme des angles au centre donne un angle plein. Comme les angles inscrits valent moitié des angles au centre, la somme des angles inscrits donne un angle plat.

#### Applications
Ce théorème est à la base de la notion de cercle de focalisation, ou cercle de Rowland, en spectrométrie.

#### Angle de la corde et d'une tangente

La propriété des angles inscrits se généralise aux angles que fait la corde qui sous-tend l'arc avec une tangente :
L'angle inscrit a même mesure que l'angle formé par la corde, qui joint les extrémités de l'arc, avec la partie de la tangente au cercle à l'une des extrémités de la corde, située à l'opposé de l'angle en question par rapport à la corde.
L'angle inscrit {\displaystyle {\widehat {AMB}}} a même mesure que celle d'un des deux angles formés par la tangente (TT') au cercle en A avec la corde [AB] :
L'angle inscrit {\displaystyle {\widehat {AMB}}} est de même mesure que l'angle {\displaystyle {\widehat {BAT}}} de la corde [BA] avec la tangente [AT).
{\displaystyle {\widehat {BAT}}} est la position limite de l'angle inscrit {\displaystyle {\widehat {BMA}}} lorsque M « tend » vers A.

### Version relative aux angles orientés de droites
En utilisant les angles orientés de droites, la propriété devient une caractérisation du cercle passant par les points A, M et B.
Théorème — Si {\displaystyle \Gamma } est le cercle circonscrit à un triangle non plat AMB alors pour tout point N distinct de A et B, on a
{\displaystyle {\widehat {(NA,NB)}}={\widehat {(MA,MB)}}\mod \pi \iff N\in \Gamma }.
On remarquera que l'égalité n'est vraie qu'à π près, ce qui explique que les angles géométriques puissent être supplémentaires.
Ce théorème peut être vu comme une condition de cocyclicité ou d'alignement,,:

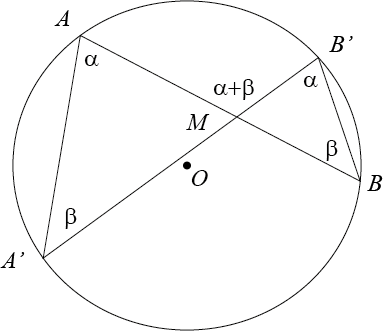

Théorème — Quatre points distinct {\displaystyle A,B,C,D} d'un plan euclidien sont cocycliques ou alignés si et seulement si on a :
{\displaystyle {\widehat {(CA,CB)}}={\widehat {(DA,DB)}}\mod \pi }.

## Applications

### Théorème de l'angle entre deux cordes sécantes
L'angle entre deux cordes sécantes est égal à la moyenne des angles au centre interceptés ; avec les notations de la figure :{\displaystyle {\widehat {AMB'}}={\widehat {A'MB}}={\frac {1}{2}}({\widehat {AOB'}}+{\widehat {A'OB}})}.
Démonstration :
D'après le théorème de l'angle inscrit, {\displaystyle {\widehat {A'AB}}={\widehat {A'B'B}}=\alpha } et {\displaystyle {\widehat {AA'B'}}={\widehat {ABB'}}=\beta }, et d'après la propriété des angles du triangle {\displaystyle AMA'} (ou {\displaystyle BMB'}) , {\displaystyle {\widehat {AMB'}}={\widehat {A'MB}}=\alpha +\beta } ; or {\displaystyle \alpha ={\frac {1}{2}}{\widehat {A'OB}}} et {\displaystyle \beta ={\frac {1}{2}}{\widehat {AOB'}}} d'où le résultat.
On en déduit que si les cordes sont perpendiculaires c'est-à-dire si {\displaystyle \alpha +\beta =\pi /2}, alors on a :{\displaystyle {\widehat {A'OB}}+{\widehat {AOB'}}=2\alpha +2\beta =\pi ={\widehat {A'OA}}+{\widehat {BOB'}}}, d'où la relation entre longueurs d'arcs : {\displaystyle {\overset {\frown }{AA'}}+{\overset {\frown }{BB'}}={\overset {\frown }{A'B}}+{\overset {\frown }{B'A}}=\pi r} (où r est le rayon du cercle), relation connue d'Archimède.

### Autres applications
- Le symétrique de l'orthocentre appartient au cercle circonscrit
- Définition du point de Miquel
- Théorème de Pascal dans un cas particulier